# 王仕鹏
王仕鹏（1983年4月6日—），生于辽宁省丹东市，前中国国家男子篮球队成员，曾效力于广东东莞银行队。
曾参加2006年日本世锦赛和2008年北京奥运会。2006年8月24日，在中国对阵斯洛文尼亚的最后5秒，投中一个超远距离的三分，狙杀对手，使得中国队小组出线进入复赛。
2010年11月24日，在广州亚运会中国对阵伊朗国家男子篮球队的最后时刻，又投中一个远距离的三分，狙杀对手。兩日後， 幫助中國隊險勝南韓隊奪冠。

## 2012年夏季奥林匹克运動会
在2012年奥运会比赛中，中国队在小组赛中先后输给西班牙、俄罗斯、澳大利亚、巴西等，小组赛未能出线。2012年8月2日，在伦敦奥运会中国对阵澳大利亚国家男子篮球队时，投中七个三分，但中國仍然输给对手并且小组垫底。

## 外部連結
- 王仕鹏在fiba.basketball（英语）
- 王仕鹏在fiba.basketball（英语）
- 王仕鹏在archive.fiba.com（archived）（英语）
- 王仕鹏在archive.fiba.com（archived）（英语）
- 王仕鹏在中国男子篮球职业联赛
- 王仕鹏在Basketball-Reference.com（國際）（英语）
- 王仕鹏在Eurobasket.com（球員）（英语）
- 王仕鹏在RealGM（英语）
- 王仕鹏在Proballers（英语）
- 王仕鹏在Olympics.com（英语）
- 王仕鹏在Olympedia（英语）
- 王仕鹏的新浪微博